# Congreso Permanente Agrario
Congreso Permanente Agrario es una localidad de México localizada en el municipio de Huejutla de Reyes en el estado de Hidalgo.

## Geografía
Se encuentra en la región geográfica de la Huasteca hidalguense. A la localidad le corresponden las coordenadas geográficas 21° 08’ 05.261” de latitud norte y 98° 17’ 56.942” de longitud oeste, con una altitud de 118 m s. n. m. Cuenta con un clima semicálido húmedo con abundantes lluvias en verano.
En cuanto a fisiografía se encuentra en la provincia de la Llanura Costera del Golfo Norte, dentro de la subprovincia del Llanuras y Lomeríos; su terreno es de lomerío. En lo que respecta a la hidrografía se encuentra posicionado en la región de Pánuco, dentro de la cuenca del río Moctezuma, en la subcuenca de río Los Hules.

## Demografía
En 2020 registró una población de 550 personas, lo que corresponde al 0.43 % de la población municipal. De los cuales 259 son hombres y 291 son mujeres.
| Gráfica de evolución demográfica de Congreso Permanente Agrario entre 1980 y 2020            |
|                                                                                              |
| Población de los censos y conteos del Instituto Nacional de Estadística y Geografía (INEGI). |